# NGC 280
NGC 280 es una galaxia espiral barrada de la constelación de Andrómeda. 
Fue descubierta el 5 de diciembre de 1785 por el astrónomo William Herschel.